# گیولودارا
گیولودارا (به ارمنی: Գյուլլուդարա) یک روستا در ارمنستان است که در استان لوری واقع شده‌است.  در  کیلومتری شمال وانادزور، مرکز استان لوری واقع شده است.

## خصوصیات
گیولودارا غیرمسکونی می‌باشد.